# エレン・シャープルズ
エレン・ウォーレス・シャープルズ（Ellen Wallace Sharples、1769年3月4日 - 1849年3月14日）は、イギリスの画家である。肖像画やミニアチュールを描いた 。1794年頃から、1811年までは肖像画家の夫、ジェームズ・シャープルズ(James Sharples:　1751/1752-1811) とともにアメリカ合衆国でも働いた。

## 略歴
生地については諸説あるが、サマセットのバースかバーミンガムで生まれたとされる。バースで肖像画家のジェームズ・シャープルズから絵を学び、1787年に17歳年上のシャープルズと結婚した。夫は3度目の結婚で、前妻の2人の息子がいた。1878年に息子のジェームズ・シャープルズ Jr.が生まれた。
当時、アメリカでの肖像画の需要が高まっていたことから、家族で 1794年頃に米国に移住した 。この移住の時、アメリカ合衆国と革命後のフランスとは「擬似戦争」の状態にあり、フランスの私掠船によってシャープルズの乗った船は拿捕され、7カ月間、ブレストに収監された後、アメリカに到着した。1797年頃にフィラデルフィアに住んでいたころから、夫の描いた肖像画の模写をエレンが作って売り、家族の生活費を補うようになった。一家はニューヨークにも住居を持ち、フィラデルフィアとニューヨークの間を、作品や肖像画を描くための道具などを積む特別の装備の馬車で家族と移動した。息子たちも画家として働き始め、渡米の少し前に生まれた娘のロリンダ・シャープルズ(Rolinda Sharples)にはエレンが絵を教えた。
1801年から1809年の間はイギリスに戻り、バースで過ごし、この期間に、エレン・シャープルズはロンドンのロイヤル・アカデミー・オブ・アーツの展覧会にミニアチュールを展示した。1809年に再びアメリカに渡り、ニューヨークやニュージャージー、ペンシルベニアに住み、肖像画を描いたが、夫のジェームズ・シャープルズは1811年に亡くなった。その後、エレン・シャープルズは息子と娘と、イギリスに戻り
、ブリストル近郊のクリフトンで暮らし、肖像画家の仕事を続けた。エレンと息子のジェームズ・シャープルズ Jr.、娘のロリンダ・シャープルズは画家として成功したが、1938年と1839年に相次いで病没した。
1849年に亡くなった時、自らが創立に貢献した、ブリストルの美術振興アカデミー(Bristol Academy for the Promotion of Fine Arts、後にRoyal West of England Academyとなる)に遺産の一部が寄付され、ブリストルで最初の美術館の設立の資金の一部となった
。
油絵やパステルの肖像画や象牙に水彩で描くミニアチュールの作者として知られている。

## 作品

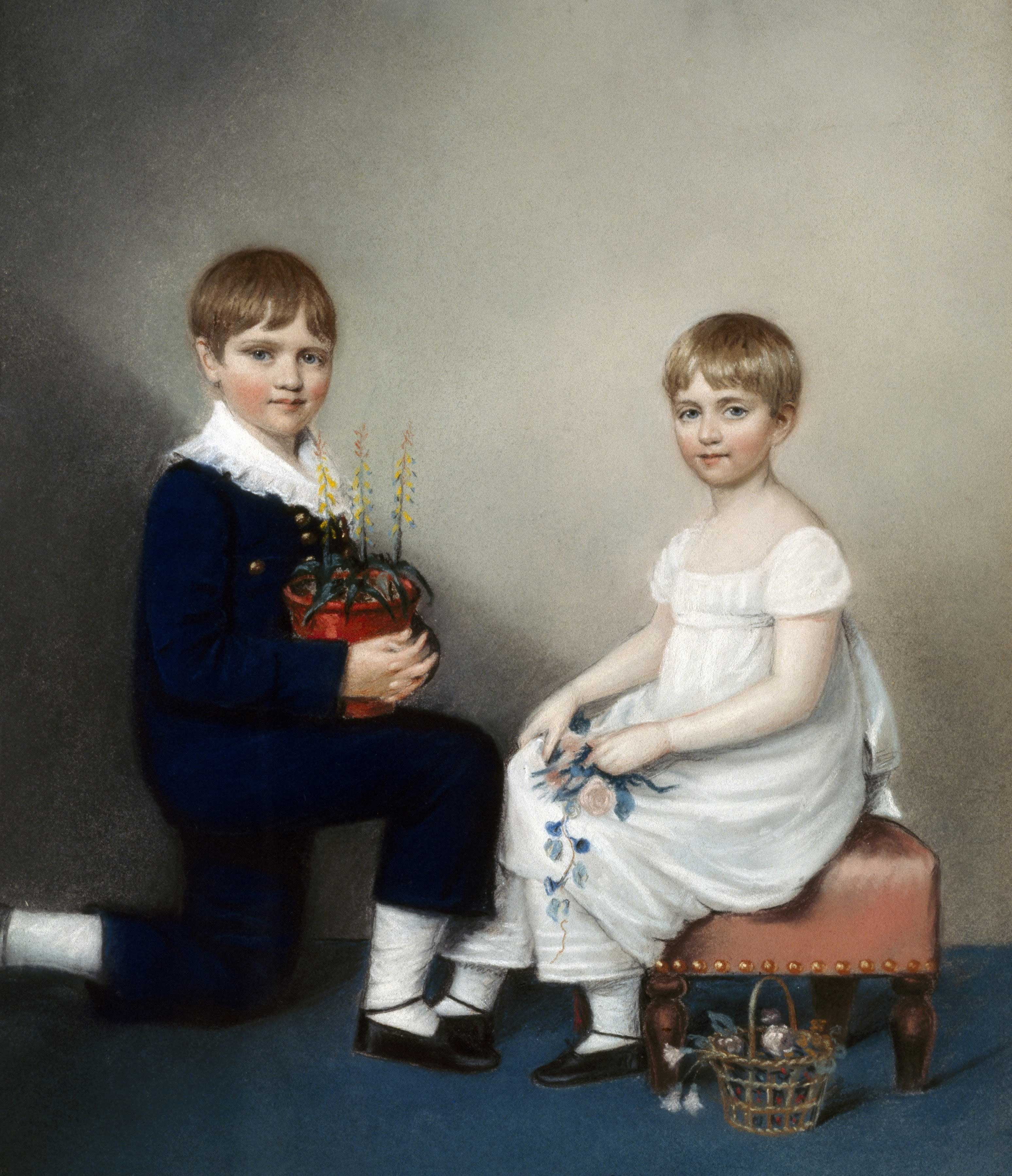
6歳のチャールズ・ダーウィンと妹(1813)
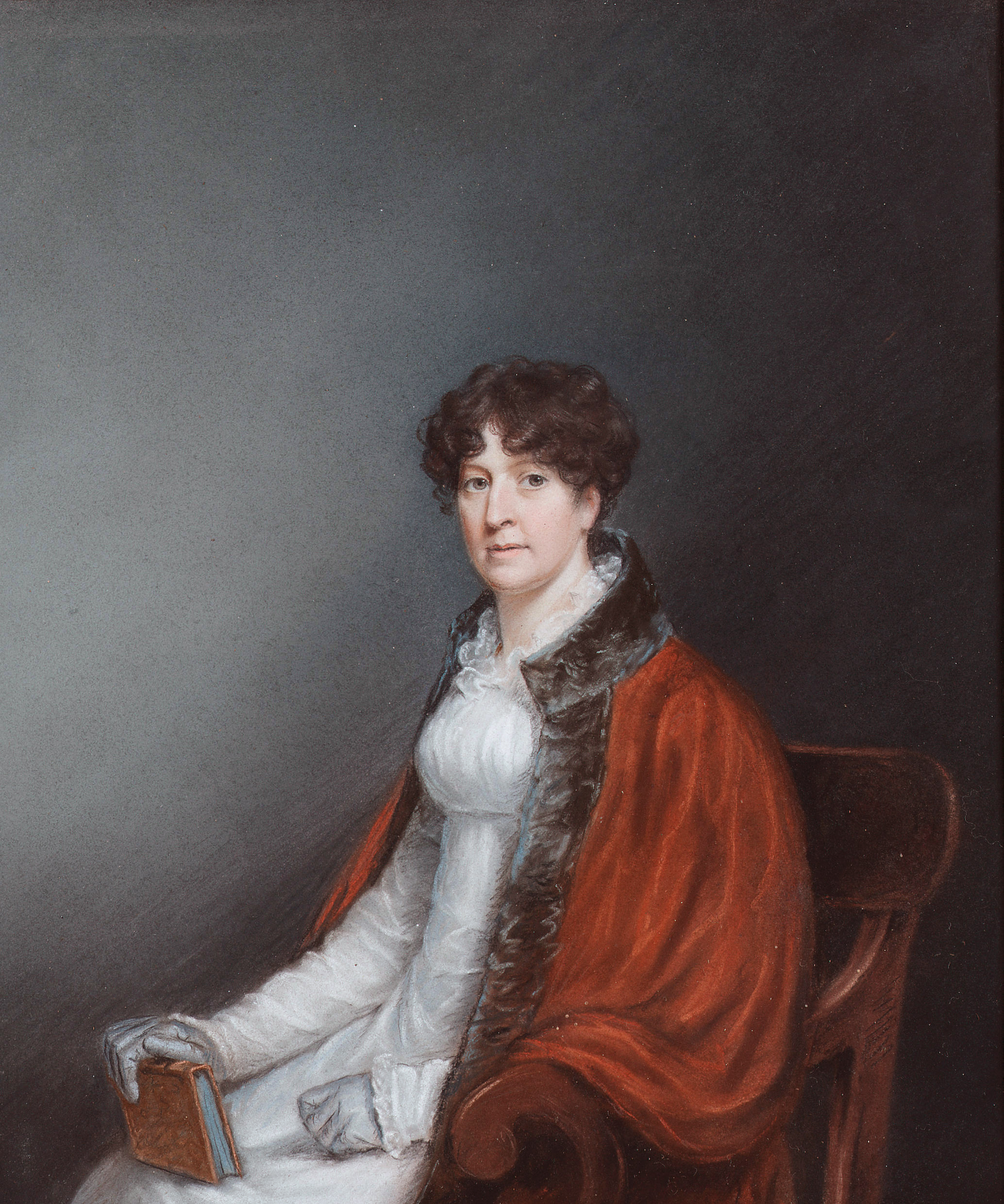
ウィリアム・キャヴェンディッシュ＝ベンティンクの夫人の肖像画
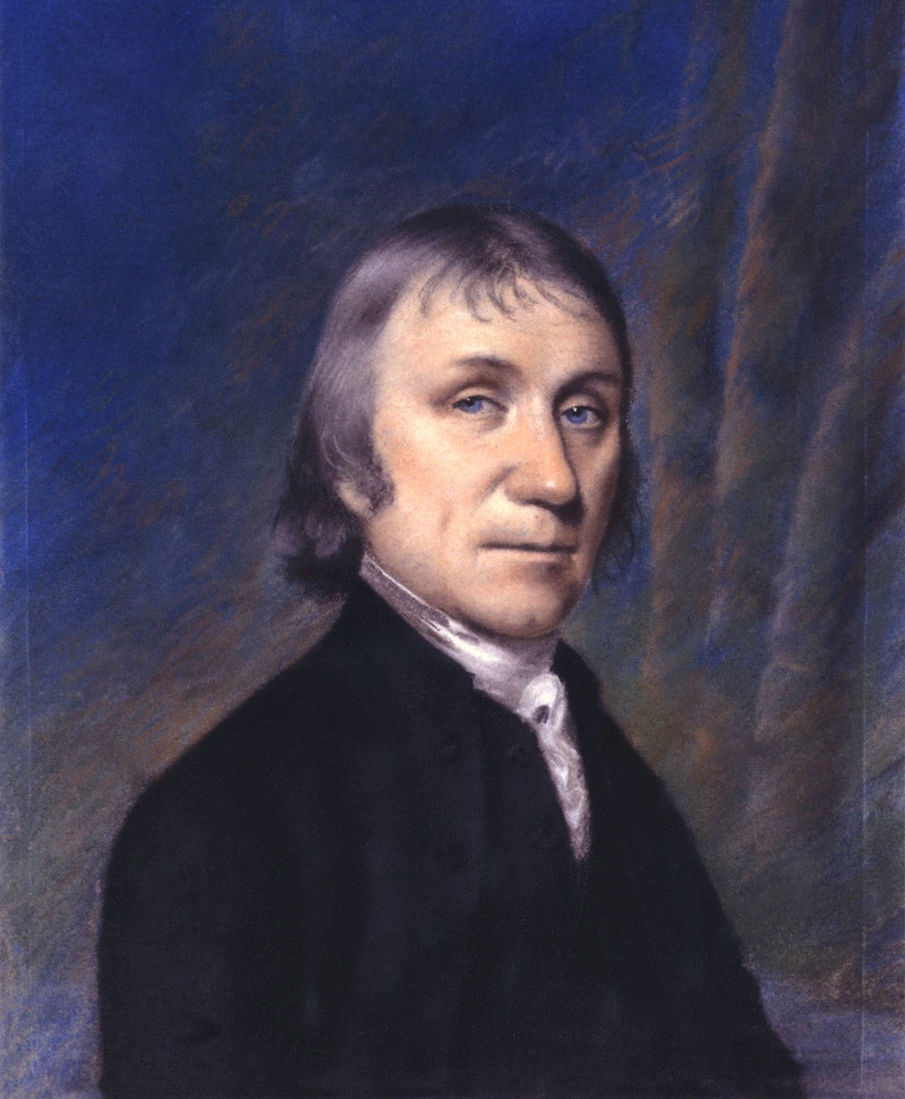
ジョゼフ・プリーストリーの肖像画
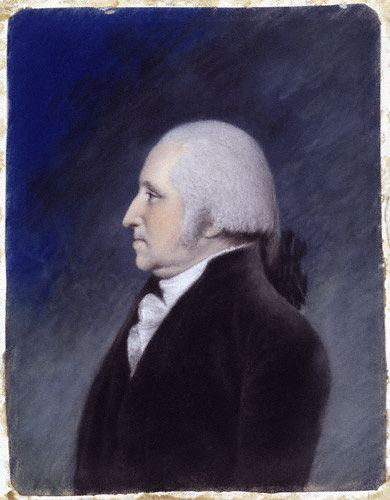
ジョージ・ワシントンの肖像画（夫の作品の模写）、(1796/1797)、ナショナル・ポートレート・ギャラリー蔵